# Tercer Govern d'Espanya durant la dictadura franquista

Escut de l'estat espanyol

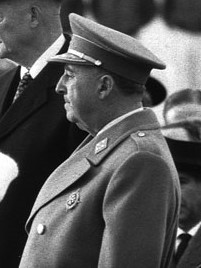
Francisco Franco, cap de l'Estat

El Tercer Govern d'Espanya durant la dictadura franquista va durar del 20 de maig de 1941 al 3 de setembre de 1942.

## Fets destacats
Es tracta del nou govern sorgit després de la crisi de maig de 1941 quan els sectors monàrquics del franquisme protestaren contra la creixent feixistització del règim de la mà de la FET de las JONS, la Sección Femenina, el Sindicato Español Universitario i el Sindicat Vertical. La crisi es traduí en la sortida d'alguns ministres, però Ramón Serrano Suñer va perdre el control d'alguns ministeris clau. També creix la influència de l'aleshores vicesecretari de la Presidència, Luis Carrero Blanco.

## Composició
- Cap d'Estat

Francisco Franco Bahamonde
- Ministre de la Governació

Valentín Galarza Morante
- Ministre d'Hisenda

Joaquín Benjumea Burín
- Ministre de Treball

José Antonio Girón de Velasco
- Ministre d'Afers exteriors

Ramón Serrano Suñer
- Ministre de Justícia

Esteban de Bilbao Eguía
- Ministre de l'Exèrcit

José Enrique Varela Iglesias (militar)
- Ministre de l'Aire

Juan Vigón Suero-Díaz
- Ministre de Marina

Almirall Salvador Moreno Fernández
- Ministre d'Industria i Comerç

Demetrio Carceller Segura
- Ministre d'Obres Públiques.

Alfonso Peña Boeuf
- Ministre d'Agricultura

Miguel Primo de Rivera y Sáenz de Heredia
- Ministre d'Educació

José Ibáñez Martín
- Ministre Secretari General del Moviment

José Luis Arrese Magra